# Leguísamo (Mayagüez)
Leguísamo es un barrio ubicado en el municipio de Mayagüez en el estado libre asociado de Puerto Rico. En el Censo de 2010 tenía una población de 2096 habitantes y una densidad poblacional de 215,12 personas por km².

## Geografía
Leguísamo se encuentra ubicado en las coordenadas 18°14′32″N 67°5′39″O / 18.24222, -67.09417. Según la Oficina del Censo de los Estados Unidos, Leguísamo tiene una superficie total de 9.74 km², que corresponden a tierra firme.

## Demografía
Según el censo de 2010, había 2096 personas residiendo en Leguísamo. La densidad de población era de 215,12 hab./km². De los 2096 habitantes, Leguísamo estaba compuesto por el 77.67% blancos, el 7.68% eran afroamericanos, el 0.38% eran amerindios, el 0.1% eran asiáticos, el 11.83% eran de otras razas y el 2.34% pertenecían a dos o más razas. Del total de la población el 99.14% eran hispanos o latinos de cualquier raza.